# Te Kopuru
Te Kopuru est la plus importante des localités de la Péninsule de Pouto (en) située dans la région du Northland dans l’Île du Nord de la Nouvelle-Zélande.

## Situation
Le fleuve Wairoa sépare la péninsule de Pouto à ce niveau de la partie principale de la péninsule Nord d’Auckland, située à l’est. 
La ville de Dargaville est à 14 km vers le nord ,.

## Population
La population était de 453 habitants lors du recensement de 2006, en diminution de 27 résidents par rapport à 2001.

## Histoire
Le secteur était initialement occupé par les Ngāti Awa (en), mais les Ngāti Whātua (en) les chassèrent à la fin du XVIIe siècle ou au début du XVIIIe siècle.  
Durant la guerre des mousquets, au début du XIXe siècle, des affrontements entre les Ngā Puhi et les Ngati Whatua (en) et les effets de la grippe, entraînèrent une baisse substantielle de la population dans le secteur.
En 1841, un crâne trouvé sur les terres d’un fermier Pakeha mit en colère les Māoris locaux, qui attaquèrent et pillèrent cette ferme. 
Une cour de justice innocenta le fermier et les Māoris acceptèrent de vendre les terres de ‘Te Kopuru’ à la Couronne comme compensation,.
Un ‘hui’ se tint à Te Kopuru en 1860 pour faire la paix entre les ‘Ngāti Whātua’ et les ‘Ngā Puhi’, qui comptait environ 600 personnes.

## Économie
Une tentative pour implanter des scieries pour exploitation des kauri au niveau de Te Kopuru commença dès 1867, mais la machine fut endommagée, parce que le bateau qui l’apportait, prenait l’eau et le propriétaire refusa la livraison. 
La scierie ne fut donc terminée qu'en 1870 et commença à fonctionner l’année suivante. 
La scierie fut ensuite la plus importante de Nouvelle-Zélande, produisant jusqu’à 120 000 pieds/cubes de bois d’œuvre par semaine en 1875, mais elle fut détruite par le feu en 1883, puis reconstruite et reconstruite à nouveau après un autre feu en 1906.
La ville avait alors une population stable d’environ 215 habitants à la fin de la décade
Vers 1876, la ville avait des magasins "aménagés dans un style de premier ordre", et étaient bien achalandés avec une bibliothèque, qui fut construite en 1899 mais pas d’hôtel, alors qu'un bureau de poste ouvrit en 1877.
En 1878, la ville était décrite comme "le port d’une cité de l’intérieur florissante". 
Un service de bateau à vapeur permettait les transports vers la ville de Dargaville et Helensville 2 fois par semaine à partir de février 1878, et une route vers Dargaville ouvrit en 1879.
Une route fut ensuite construite vers le sud en direction de ‘Tikinui’ en 1897, et en partie seulement revêtue l’année suivante. 
La population augmenta jusqu’à 440 habitants durant les années 1890 parallèlement à la croissance de l’industrie du bois. 
Des chercheurs de gomme de kauri (en) étaient aussi en action dans le secteur en 1890 et jusqu’au moins en 1910 et au changement de siècle, la société W Brown and Sons établit un chantier naval à Te Kopuru. 
Mais l’élevage laitier devint une activité bien établie au début du XXe siècle.
En 1903, le bureau de douane fut transféré de Pouto à Te Kopuru, et un hôpital fut construit pour traiter les victimes d’accident de Te Kopuru, mais aussi d'Aratapu et de Tatarariki. 
L’hôpital fut installé à Te Kopuru plutôt qu’à Dargaville, car du fait de la scierie, la ville avait une population plus importante. 
La première route revêtue dans le district de Kaipara fut probablement celle allant de Te Kopuru  à Mont Wesley, juste au sud de Dargaville, en 1918 mais la route vers le nord se dégrada en simple route de pierre vers 1930. 
La scierie ferma en 1920 , mais ayant un hôpital, la ville se maintint. 
Néanmoins en 1956, le quartier général de l’hôpital de Te Kopuru fut transféré vers le nouvel hôpital de Dargaville alors que la maternité et les services pour les personnes âgées persistèrent mais quand le bâtiment principal brûla en 1959, l’hôpital ferma en 1971, et la maternité fut transférée à l’hôpital de Dargaville.

## Personnalités Notables
- John Carter (en), homme politique
- Jane Goulding (en), membre de l’équipe de hockey sur gazon de la Nouvelle-Zélande lors des Jeux olympiques d'été de 1984.
- Ross Meurant (en), homme politique et policier.
- Clem Simich (en), homme politique
- Lana Searle, présentatrice de la radio Nationale[24].
- Lawrence Weathers (en), récipiendaire de la Victoria Cross durant la Première guerre mondiale.
- Clifton Webb (en), homme politique
- Kendrick Smithyman (en) poète[25].
- Cyril Elliott, soldat, sujet du livre :Nice Day for a War: Adventures of a Kiwi Soldier in WWI. 2012 NZ Post livre de l'année pour les enfants[26].
- Warwick Henderson (en), Galiériste d‘Art de Nouvelle-Zélande.

## Éducation
- L’école: «Te Kopuru School» est une école primaire mixte allant de l’année 1 à 8 avec un taux de décile de 2 et un effectif de 153 élèves[27].

L’école fut fondée en 1872. 
- En 1937, les écoles primaires de ‘Tikinui’, ‘Tatarariki’ et ‘Redhill’ fusionnèrent dans l’«école de Te Kopuru»[28].
- L’‘Aratapu District High School’, un peu au nord de ‘Te Kopuru’, ferma en 1965.
- La plus proche des écoles secondaires est maintenant celle de ‘Dargaville’[29]